# Мандрівний замок Хаула (роман)
«Мандрівний замок Хаула» (англ. Howl's Moving Castle) — найвідоміший фантастичний роман британської письменниці Діани Вінн Джонс, уперше опублікований 1986 року у видавництві Greenwillow Books. 1990 року вийшло продовження роману під назвою «Повітряний замок», а 2008 року роман «Будинок безлічі шляхів», які разом з «Мандрівним замком Хаула» становлять трилогію.
2004 року за мотивами книжки було знято однойменне Аніме Хаяо Міязакі.

## Сюжет
Події книжки відбуваються у казковій країні Інгарії, де поряд зі звичайними людьми живуть чарівники і відьми. Час від часу на пагорбі з'являється високий чорнезний замок з чотирьох шпилястих веж, який, вважалося, належав Відьмі Пустирищ. Головна героїня Софі — найстарша з трьох сестер, а народитися в цій країні найстаршою — неабияке безталання. Її мати померла, коли Софі було два роки, а її молодшій сестрі Летті — лише рік. Батько, власник крамнички жіночих капелюшків у Маркет-Чиппінг, вдруге одружився зі своєю продавчинею Фанні, у них народилася донька Марта. Фанні дуже добре ставилася до всіх трьох дівчат і ніяким чином не виділяла Марту.
Більшість часу Софі проводить у крамничці й майструє капелюшки, наділяючи їх душею. Вона, як ніхто, вміє підібрати своїм покупчиням саме той капелюшок. Одного дня до крамниці заходить Відьма Пустирищ і перетворює Софі на старезну бабусю, вважаючи, що вона якось пов'язана з чарівником Хаулом. Дівчина полишає своє містечко і долею випадку потрапляє в таємничий замок чарівника Хаула, де укладає угоду з вогняним демоном Кальцифером. На шляху до звільнення від закляття Софі доведеться розгадати багато загадок та побороти численні перешкоди.

## Головні герої
- Софі Хаттер — дівчина 18 років, капелюшниця з містечка Маркет-Чиппінг, найстарша з трьох сестер, яку Відьма Пустирищ перетворила на старезну бабусю.
- Летті — дівчина 17-ти років, рідна сестра Софі.
- Фанні Хаттер — мачуха Софі.
- Марта — донька Фанні, наймолодша і найкмітливіша з трьох сестер.
- Хаул — загадковий чарівник з дивною репутацією, що живе у Мандрівному Замку.
- Майкл — 15-річний учень і помічник Хаула, що живе з ним в Мандрівному Замку.
- Кальцифер — вогненний демон, що живе в замку Хаула й приводить його в рух; має таємну угоду з Хаулом, яку прагне розірвати з допомогою Софі.
- Відьма Пустирищ — зла відьма, яка перетворила Софі на стару бабцю.

Ось переклад з збереженням розмітки:

## Основні теми та жанр
"Мандрівний замок Хаула" досліджує кілька тем, зокрема: долю, молодість, мужність і любов. Перші дві є центральними для розвитку Софі. На початку її сприйняття долі змушує її вірити, що вона приречена на невдачу, оскільки вона старша з трьох сестер. Це контрастує з Хаулом, який бачить себе господарем власної долі, не боячись того, що суспільство думає про нього або чого вимагають його умовності. Самооцінювана невдача Софі відображена в заклятті Відьми Пустирища, яке робить її зовнішній вигляд старим і тьмяним.

### Нова міфологія
Багато вчених називають "Мандрівний замок Хаула" новою міфологією. Нова міфологія значною мірою визначається появою нового героїчного архетипу, який виходить за межі старих культурних контекстів і протиставляє їм сучасні ідеали. Прихильники класифікації "Мандрівного замку Хаула" як нової міфології представляють Софі Хаттер як одну з таких героїнь, яка відповідає цьому архетипу. Хоча "Мандрівний замок Хаула" базується на попередніх міфах, таких як "Купідон і Психея", "Попелюшка", "Синя борода" і "Красуня і чудовисько", він часто руйнує багато тропів у них. Наприклад, у перших кількох рядках роману Джонс визначає позицію Софі в міфології як народженої старшою з трьох і приреченої "провалитися першою". Це контрастує з сестрами "Купідона і Психеї", "Попелюшки" та "Красуні і чудовиська", де молодша перемагає в кожній казці. Додатковою характеристикою нової міфології, яка також присутня в "Мандрівному замку Хаула", є її близькість до реального світу. Джонс часто зображує це, використовуючи відчуття гетеротопії як особливість у своїх історіях. Одним із таких прикладів є двері в замку, які відкриваються до того, що згодом розпізнається як Уельс. Це дозволяє персонажам історії дивитися на наш світ з точки зору стороннього спостерігача.

### Інверсія архетипу старої відьми
Традиційно бінарна типологія персонажів у казках суворо базується на зображеннях добра і зла. У "Мандрівному замку Хаула" розмежування між добром і злом як Хаула, так і Софі часто розмивається. Це підтверджується тим, що Джонс змінює ролі "Красуні" та "Чудовиська" в романі, зображуючи Хаула молодим і красивим, а Софі - проклятою і перетвореною на стару відьму. Зображення відьми або старої відьми в західній європейській міфології стереотипно негативні, оскільки їх часто зображують потворними та зловмисними. Софі в один момент історії навіть помилково ідентифікують як лиходійку, Відьму Пустирища. У тому, що Софі бере на себе роль старої відьми, вона звільняється від кількох традиційних міфічних архетипів, таких як діва, дружина чи мати. Багато моментів у романі підкреслюють новознайдену свободу Софі в старості. Одним із таких прикладів є те, що вона "зморщилася б від збентеження" через свої дії, якби вона все ще була молодою дівчиною. Скоріше, саме втрата її дівчачості дає Софі змогу відновити власну силу та розпочати свою подорож героїні. На відміну від історій минулого, "Мандрівний замок Хаула" представляє роль відьми/старої відьми в героїчному світлі. Хоча Софі знімає своє прокляття і повертається до норми, вона зберігає силу та розуміння, які вона набула протягом історії.

## Українські переклади
«Мандрівний замок Хаула», як і сиквели «Повітряний замок» і «Будинок безлічі шляхів», вийшли у «Видавництві Старого Лева» у перекладі Андрія Поритка.

## Анімаційна стрічка
У 2004 році Хаяо Міядзакі та Studio Ghibli створили повнометражний аніме-фільм, що побив рекорди касових зборів у Японії, а також був номінований на «Оскар».

## Нагороди та номінації
У 1986 році "Мандрівний замок Хаула" став одним із двох фіналістів щорічної Boston Globe-Horn Book Award у категорії "Художня література", поступившись книзі "У літньому світлі" Зіббі О'Ніл. Він також був названий однією з ALA Notable Books for Children того року.
У 2006 році Джонс та "Хаул" отримали щорічну Phoenix Award від Children's Literature Association, яка відзначає найкращу дитячу книгу, опубліковану двадцять років тому, яка не отримала головної нагороди. Алюзія на міфічного птаха фенікса, який відроджується з попелу, вказує на піднесення книги-переможця з невідомості.